# Teresa Riott

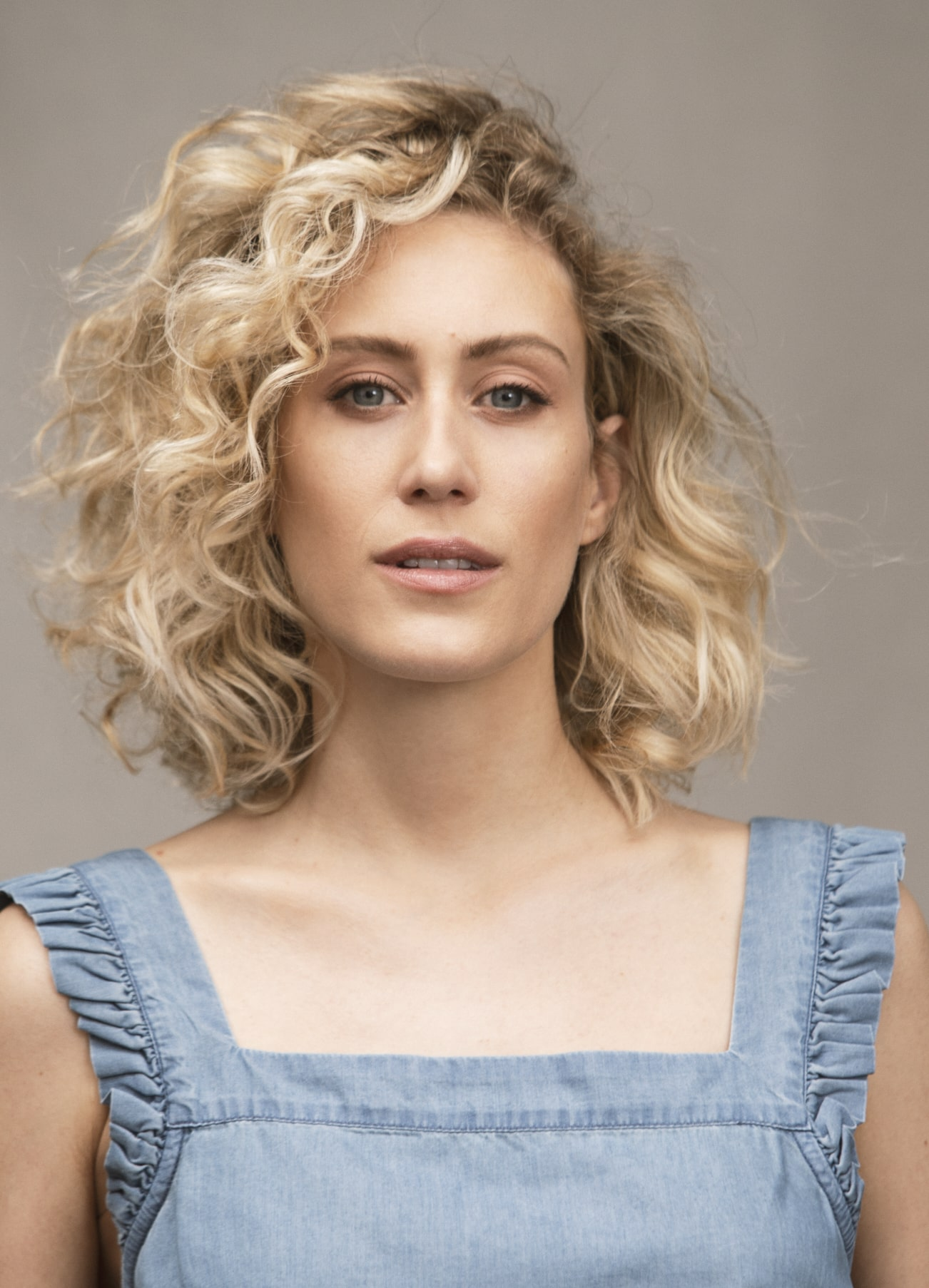
Teresa Riott

Teresa Riott (* 13. Mai 1990 in Barcelona) ist eine spanische Schauspielerin.

## Leben und Karriere
Riott wurde am 13. Mai 1990 in Barcelona geboren. Sie studierte an der Juan Carlos Corazza Studio. Ihr Debüt gab sie 2013 in dem Film Barcelona, nit d'estiu. Anschließend war sie in einer Episode in den Serien Centro médico, La que se avecina, Cuéntame cómo pasó und Por H o por B zu sehen.
Von 2020 bis 2025 spielte Riott in der Netflixserie Valeria eine Hauptrolle. Unter anderem spielt sie seit 2022 in El inmortal mit.

## Filmografie
Filme
- 2013: Barcelona, nit d'estiu

Fernsehserien
- 2016: Centro médico
- 2016: La que se avecina
- 2020: Cuéntame cómo pasó
- 2020: Por H o por B
- 2020–2025: Valeria
- seit 2022: El inmortal